# Zelanophilus kapiti
Zelanophilus kapiti är en mångfotingart som beskrevs av Gilbert Edward Archey 1922. Zelanophilus kapiti ingår i släktet Zelanophilus och familjen storjordkrypare. Inga underarter finns listade i Catalogue of Life.